# Arrondissement di Aurillac
L'arrondissement di Aurillac è un arrondissement dipartimentale della Francia situato nel dipartimento del Cantal, appartenente alla regione dell'Alvernia-Rodano-Alpi.

## Composizione
L'arrondissement è composto da 94 comuni raggruppati in 8 cantoni:
- cantone di Arpajon-sur-Cère, con 15 comuni:
  - Arpajon-sur-Cère, Calvinet, Cassaniouze, Junhac, Labesserette, Lacapelle-del-Fraisse, Ladinhac, Lafeuillade-en-Vézie, Lapeyrugue, Leucamp, Montsalvy, Prunet, Sansac-Veinazès, Sénezergues, Vieillevie.
- cantone di Aurillac-1, limitato a una frazione del comune di Aurillac e ad un solo altro comune:
  - Ytrac.
- cantone di Aurillac-2, limitato a una frazione di comune:
  - Aurillac.
- cantone di Aurillac-3, limitato a una frazione di comune:
  - Aurillac.
- cantone di Maurs, con 18 comuni:
  - Boisset, Leynhac, Marcolès, Maurs, Montmurat, Mourjou, Quézac, Roannes-Saint-Mary, Rouziers, Saint-Antoine, Saint-Constant-Fournoulès, Saint-Étienne-de-Maurs, Saint-Julien-de-Toursac, Saint-Mamet-la-Salvetat, Saint-Santin-de-Maurs, Sansac-de-Marmiesse, Le Trioulou, Vitrac.
- cantone di Naucelles, con 14 comuni:
  - Besse, Crandelles, Freix-Anglards, Girgols, Jussac, Laroquevieille, Marmanhac, Naucelles, Reilhac, Saint-Cernin, Saint-Cirgues-de-Malbert, Saint-Illide, Teissières-de-Cornet, Tournemire.
- cantone di Saint-Paul-des-Landes, con 22 comuni:
  - Arnac, Ayrens, Cayrols, Cros-de-Montvert, Glénat, Lacapelle-Viescamp, Laroquebrou, Montvert, Nieudan, Omps, Parlan, Rouffiac, Le Rouget-Pers, Roumégoux, Saint-Étienne-Cantalès, Saint-Gérons, Saint-Paul-des-Landes, Saint-Santin-Cantalès, Saint-Saury, Saint-Victor, La Ségalassière, Siran.
- cantone di Vic-sur-Cère, con 23 comuni:
  - Badailhac, Carlat, Cros-de-Ronesque, Giou-de-Mamou, Jou-sous-Monjou, Labrousse, Lascelle, Mandailles-Saint-Julien, Pailherols, Polminhac, Raulhac, Saint-Cirgues-de-Jordanne, Saint-Clément, Saint-Étienne-de-Carlat, Saint-Jacques-des-Blats, Saint-Simon, Teissières-lès-Bouliès, Thiézac, Velzic, Vézac, Vezels-Roussy, Vic-sur-Cère, Yolet.

Nota: la denominazione dei cantoni di Aurillac non segue alla lettera le regole dettate dall'Institut national de la statistique et des études économiques, che rinviano il termine di cantone alla fine del nome.